# Ophichthus aphotistos
Ophichthus aphotistos is een straalvinnige vissensoort uit de familie van slangalen (Ophichthidae). De wetenschappelijke naam van de soort is voor het eerst geldig gepubliceerd in 2000 door McCosker & Chen.